# Kees Crone
Cornelius Franciscus Adrianus (Kees) Crone (Arnhem, 24 mei 1949) is vooral journalist en - in tweede instantie - schrijver. Hij studeerde aan de Hogere Textielschool (HtexS) in Enschede en later de Katholieke Universiteit Nijmegen. Hij behaalde er propedeuse politicologie en doctoraal publicistiek. Hij werkte daarna zeven jaar als docent massacommunicatie aan de Academie voor de Journalistiek. Al in zijn studietijd werkte hij als freelance journalist. Na zijn docentschap professionaliseerde hij zich en werd zelfstandig journalist, tekstschrijver, columnist en blogger.
Kees Crone is de oudste zoon van schrijver C.C.S. Crone. Zijn jongere broer Frans (1950-2007) beijverde zich het werk van hun vader breder onder de aandacht te brengen met onder andere de publicatie Het Utrecht van C.C.S. Crone. Vijf wandelingen (De Prom, Baarn 2001. ISBN 90 6801 767 5). Na Frans Crones overlijden in 2007 nam Kees Crone van hem de ambassadeursrol met betrekking tot de literaire erfenis van hun vader over. In maart 2021 droeg hij deze functie over aan zijn neven te weten Daan Crone[dode link] en Egmont Philips[dode link]. Beiden zijn kleinzonen van C.C.S. Crone. Zij blijven Marijke van Dorst ondersteunen bij het promoten van C.C.S. Crones werk. Zo verscheen 2022 de achtste druk van De Schuiftrompet bij Uitgeverij IJzer, Utrecht.

## Publicaties
- (i.s.m. Frans Crone), Ode aan Sonsbeek. Stichting Sonsbeek 100 jaar stadspark, Arnhem mei 1997, november 1997, ISBN 90-803653-1-9.
- Verlicht Kwartier. 40 jaar Arnhemse Spijkerbuurt. Uitg. Kontrast, Oosterbeek 2003, ISBN 90-75665-54-7.
- Burgemeesterswijk Bewonderd. Een Arnhemse buurt in beeld. Wijkvereniging Burgemeesterskwartier, Arnhem 2005, ISBN 90-808886-1-3.
- (i.s.m. J. Vredenberg), De Burgemeesterswijk. Wonen op stand bij Park Sonsbeek in Arnhem. Uitgeverij Matrijs, Utrecht 2007, ISBN 978 90 5345 320 9.
- Arnhem Dubbelstad. Straatnamen in wijken en buurten. Stichting Bezoekerscentrum Sonsbeek, Arnhem 2013, ISBN 978 90 7952004 6.
- Arnhem gezien door Crone. Uitgeverij Hijman Ongerijmd, Arnhem april 2018, ISBN 978-90-824587-2-5.
- (i.s.m. Johannes Kon), Arnhems Meisje is 40+ en volwassen. Uitgeverij CroneKon, Arnhem, november 2023, ISBN 978-90-9037313-3.

### Artikelen
- "C.C.S. Crone (1914-1951), Dood overrompelde literator Crone in Arnhem", Arnhems Historisch Tijdschrift (aHt), jaargang 30, 2010.
- "De historie van een ruim dertigjarig Arnhems Meisje", Arnhems Historisch Tijdschrift (aHt), jaargang 31, 2011.
- "Cornelius Carolus Stephan Crone, 1914-1951, literator en bedrijfsjournalist", Biografisch Woordenboek Gelderland, deel 10 (Hilversum 2014).

- Nederlandse Thesaurus van Auteursnamen: 160794838
- Virtual International Authority File: 291274337
- WorldCat: E39PBJrGqYg9hBGWHvFqMtyDbd